# Skive Museum
Skive Museum er et dansk museum for kunst- og kulturhistorie, der ligger i Skive i Midtjylland. Museet blev grundlagt i 1942. Siden 2008 har det være en del af fusionsmuseet Museum Salling.
Museumsbygningen rummer kunst- og kulturhistoriske udstillinger, børnemuseet Gadespejlet og Skive Byarkiv.
I udstillingerne vises udvalgte kunstværker og genstande fra museets samlinger samt særudstillinger.
I Skive Museums Wunderkammer kan man opleve kunst- og kulturhistoriske genstande og værker placeret side om side, så de taler sammen og får nye, uventede fortællinger frem.

## Museets samlinger
Museets samling består af arkæologiske fund fra oldtiden, op igennem vikingetiden og middelalderen og frem til moderne tid. Her findes bl.a. nogle af Danmarks ældste cykler samt dansk kunst fra midten af 1800-tallet og frem til i dag, herunder retrospektive samlinger af de lokale kunstnere Christen Dalsgaard, Hans Smidth og Emilie Demant Hatt. Særlige tyngdeområder i den moderne samling er den nyrealistiske kunstretning og det ekspressive landskabsmaleri, med værker af Per Kirkeby og Jens Søndergaard.

## Historie
Skive Museum åbnede i 1942, midt under 2. verdenskrig. Det var et moderne museumsbyggeri på det tidspunkt. Arkitekten var den unge Leopold Teschl fra lokale Hans Toft-Hansens tegnestue. Den moderne, lyse bygning blev omtalt i hele landet. Men der var en slange i Paradiset – for allerede før åbningen var der problemer med fugt, og væggene slog revner. Museumsbygningen blev et problembarn, og gode råd var dyre.
I 1957-59 gennemgik museet en omfattende renovering, men bygningen var så skadet, at det blev nødvendigt at pakke huset ind i træ- og kobberlister, hvilket skjulte revner i murene. Men samtidig forsvandt det arkitektoniske særpræg, og huset fremstod efterhånden mørkt og slidt.
Skive Museum rummede fra starten både kunstværker, kulturhistoriske genstande og en Grønlandssamling. Gennem tiderne voksede museets samlinger og i 1959 blev Skive Kunstmuseum udskilt og blev et selvstændigt museum. De to museer levede herefter side om side i huset, der var blevet alt for trangt.
I forbindelse med en fusion i 2008, blev Skive Museum, og Skive Kunstmuseum, sammen med Sallingsund og Omegns Museum, Fur Museum, Spøttrup Borg og Skive Kommunes fem lokalhistoriske arkiver en del af Museum Salling. Museum Salling hed i årene 2011-2017 Muse®um, og i samme periode hed Skive Museum Krydsfelt Skive. I efteråret 2016 lukkede museets for besøgende, og gennemgik en omfattende renoveret og tilbygning. Skive Museum genåbnede den 15. september 2018.